# Попов, Сергей Борисович (астрофизик)
Серге́й Бори́сович Попо́в (род. 8 декабря 1971, Москва) — российский учёный-астрофизик и популяризатор науки, доктор физико-математических наук, ведущий научный сотрудник Государственного астрономического института им. П. К. Штернберга, Профессор РАН.

## Биография
Окончил физический факультет МГУ (1995) и аспирантуру (1998). Кандидатская диссертация (физико-математические науки) на тему: «Популяционный синтез двойных систем после вспышки звездообразования и эволюция одиночных нейтронных звёзд» (1998). Докторская диссертация (физико-математические науки) на тему: «Магнито-вращательная эволюция и популяционный синтез одиночных нейтронных звезд» (2011). Во время учебы в МГУ работал учителем физики старших классов в московской школе № 548.
Ведущий сотрудник Государственного астрономического института им. Штернберга МГУ. Опубликовал более ста научных работ (в том числе в журналах «Успехи физических наук», «Astronomy and Astrophysics»), занимается нейтронными звёздами и чёрными дырами.
Много времени уделяет популяризации науки. Пишет научно-популярные статьи (в Газету.Ru, журнал «Звездочёт», на сайтах «Русский переплёт», «Астронет», Scientific.ru). Выступает с публичными лекциями в рамках научно-популярных фестивалей, проектов журнала «Популярная механика», сайта Полит.ру, просветительского центра «Архэ», в лектории «Прямая речь» и др. Приглашался в эфир радиостанции «Маяк» в программу «Профилактика». Является одним из организаторов и постоянным докладчиком на ежегодном Всероссийском фестивале любителей астрономии «АстроФест».
Автор научно-популярных книг «Звёзды: жизнь после смерти» (в соавторстве с М. Прохоровым; М.: Век-2, 2007), «Суперобъекты: звезды размером с город» (М.: Альпина Нон-фикшн, 2016), «Вселенная. Краткий путеводитель по пространству и времени: от Солнечной системы до самых далеких галактик и от Большого взрыва до будущего Вселенной» (М.: Альпина Нон-фикшн, 2018).
Состоит в Международном астрономическом союзе. Входил в редакционный совет газеты учёных и научных журналистов «Троицкий вариант».
С января 2023 года по сентябрь 2024 года работал в Международном центре теоретической физики в Триесте. После возвращения возобновил чтение публичных лекций.

## Общественная позиция
В феврале 2022 подписал открытое письмо российских учёных с осуждением вторжения России на Украину, а через несколько месяцев уехал из России.

## Признание
Лауреат фонда «Династия» (2015). Лауреат государственной премии «За верность науке» как лучший популяризатор 2015 года.
В 2016 году его книга «Суперобъекты: Звезды размером с город» попала в лонг-лист премии «Просветитель».
В 2017 году за книгу «Суперобъекты: Звезды размером с город» получил Беляевскую премию.
Книга «Вселенная. Краткий путеводитель по пространству и времени: от Солнечной системы до самых далеких галактик и от Большого взрыва до будущего Вселенной» получила высокие оценки экспертов программы «Всенаука» и в феврале 2021 года стала доступна для бесплатного чтения.